# Ballota hirsuta
Espèce
Classification phylogénétique
Ballota hirsuta, qui a pour nom commun ballote hirsute, est une espèce de plantes à fleurs de la famille des Lamiaceae et du genre Ballota.

## Description
Ballota hirsuta est une plante fructueuse d'environ 20 à 80 cm de hauteur, ligneuse à la base, avec des tiges de couleur marron et des poils simples millimétriques patents, fins ou laineux, ainsi qu'avec des poils composés.
Les feuilles pétiolées, longues de 2 à 8 cm larges de 1,5 à 7 cm, sont de forme ovale à orbiculaire, aiguës à arrondies, cordées ou légèrement atténuées, avec de larges dents elliptiques généralement mucronées. Elles sont rugueuses sur la face supérieure et avec des veines marquées sur la face inférieure, plus ou moins densément poilues, les jeunes souvent veloutés, avec des poils simples, des poils glanduleux sur la marge et des poils étoilés, surtout sur les nervures de la face inférieure.
L'inflorescence est composée de 4 à 10 verticilles plus ou moins sphériques de 3 à 4 cm de diamètre. Les bractées, semblables aux feuilles mais à peine pétiolées, sont souvent recourbées et les bractéoles, de 2 à 9 mm, sont linéaires-spatulées, aiguës, nombreuses, parfois avec des poils glanduleux. Les fleurs sont sessiles, avec un calice de 1 à 1,5 cm, vert ou violet ; le tube de 6 à 7 mm comporte 10 veines et le limbe, à poils étoilés, comporte également 10 veines principales et une veine réticulée à l'intérieur ; il y a environ 10 à 20 dents, parfois réduites en mucrons. La corolle, de 13 à 18 mm, est pourpre rougeâtre, avec des rayures longitudinales blanchâtres, un tube centimétrique, une lèvre supérieure bifide, rarement tétralaciniée, dressée, généralement un peu concave, très poilue, et une lèvre inférieure à 3 lobes, le central plus grand, recourbé vers le bas et généralement émarginé. Les fruits sont des nucules de 2,5 sur 1,5 mm, ovoïdes, subtrigones, aigus, finement alvéolés, de couleur brune.

## Répartition
La répartition géographique de Ballota hirsuta est limitée à la moitié sud du Portugal et de l'Espagne (y compris certaines des îles Baléares) et à l'Afrique du Nord.
Elle pousse dans les fourrés pierreux ou rocheux, les lits de rivières asséchés, les bords de routes et les lieux nitrifiés non cultivés, jusqu'à 1 400 m d'altitude. Elle fleurit d'avril à septembre et fructifie en novembre et décembre.

## Usage
Ballota hirsuta est une plante cultivée par les pépiniéristes.
Semblable au marrube blanc, les savoirs ethnobotaniques populaires lui attribuent ses mêmes propriétés : en infusion, elle aurait une activité tonique cardiaque et antitussive ; dans les rituels de guérison, elle permettrait d'éliminer le mauvais œil. En Algérie, elle soigne la contusion, les blessures et les douleurs rhumatismales.
Les terpènes ou tétraterpénoïdes présents dans cette plante sont reconnus comme ayant des effets anti-inflammatoires, antibactériens ou antiviraux.
En 2012, des études pharmacologiques précliniques confirmeraient d'éventuels effets antitumoraux, notamment dans les leucémies, du diterpène Hispanolone, une molécule retrouvée chez Galeopsis angustifolia et Ballota hispanica qui, pour certains auteurs, n'est qu'un synonyme de B. hirsuta.

## Parasitologie
La feuille a pour parasites Carcharodus baeticus, Neoërysiphe galeopsidis, Amauromyza morionella (sv), Trachys pumilus, Stephensia calpella (en). La racine a pour parasites Longitarsus ballotae (sv) et Chamaesphecia mysiniformis. Le collet a pour parasite Squamapion flavimanum.